# Guccifer 2.0
Guccifer 2.0 je anonimna internetna osebnost, ki je prevzela odgovornost za vdor v računalniško omrežje ameriškega Nacionalnega demokratskega odbora (DNC)in razkritje tajnih dokumentov medijem  i terWikileaksu. Nekateri dokumenti, ki jih je Guccifer 2.0 izdal medijem, so se izkazali kot ponaredki, sestavljeni iz javnih informacij in nepravilnih podatkov, pridobljenih s preteklimi vdori.

## Identiteta
Identiteta Guccifer 2.0 je bila že večkrat postavljena pod vprašaj. Ime je prevzeto po znanem hekerju Marcelu Lazarju Lehelu, bolje znanemu pod psevdonimom Guccifer, ki je odgovoren za številne večje hekerske vdore v omrežja v ZDA in Romuniji. 
Sicer se Guccifer 2.0 opredeljuje kot oseba moškega spola, trdi, da prihaja iz Romunije - tako kot njegov vzornik Lehel -  in da vedno operira samostojno. Mnogo strokovnjakov s področja kibernetske varnosti in uradnikov vlade ZDA te trditve zanika - po njihovem mnenju gre za rusko hekersko skupino. Svoj sum so podprli z izjavo, da je potek napada podoben že znanim napadom ruskih hekerjev. Podporni dokaz je tudi digitalna sled, ki so jo ob vdoru v DNC pustili storilci - podpis v ruski cirilici. Motiv za napad so opredelili kot opazno naklonjenost ruske vlade - predvsem predsednika Vladimirja Putina - izvolitvi Donalda Trumpa na ameriških predsedniških volitvah leta 2016 - z napadom naj bi želeli razširiti dvom o integriteti njegove proti-kandidatke Hilary Clinton. Glede na čas in naravo napada (poletje 2016) naj bi bil cilj te skupine zmanipulirati rezultat volitev. Med strokovnjaki se je razširilo mnenje, da je bil čas izbran tako, da bi sramotenje Nacionalnega demokratskega odbora in njihove kandidatke imelo čim večji vpliv na volivce. 
Dodaten dvom glede identitete Guccifer 2.0 je sprožila njegova trditev, da prihaja iz Romunije. V enem izmed intervjujev z Motherboard-om so z domnevnim Gucciferjem 2.0 poskušali izvesti pogovor v romunščini. Ker je uporabljal zgolj osnovne izraze in polomljene stavke, so sklepali, da si je pomagal s spletnim prevajalnikom.
Guccifer je mnenja, da gre za notranje delo ameriške vlade in da je Guccifer 2.0 skupina kibernetskih strokovnjakov iz NSA in CIA.

## Vdor
Konec julija 2016 je Guccifer 2.0 objavil izjavo: "Wikileaks published #DNCHack docs I'd given them!!!" na socialnem omrežju Twitter. Z njo je prevzel odgovornost za vdor v omrežje DNC in posredovanje zaupnih dokumentov javnosti. Pretežno količino teh dokumentov - gre za več kot 15.000 nezakonito pridobljenih emailov - sta objavili spletni strani Wikileaks in DCLeaks. Guccifer 2.0 je  ukradene dokumente in mape o političnih strategijah DNC posredoval tudi ameriškemu časopisu The Hill. Vdor naj bi mu uspel z izrabo ranljivosti, ki jo je odkril pri NGP VAN - zasebni organizaciji, ki je pristojna za kibernetsko varnost DNC.
Septembra istega leta je med londonsko konferenco kibernetske varnosti neznan predstavnik Gucciferja 2.0 objavil okoli 700 megabajtov dokumentov Nacionalnega demokratskega odbora (DNC) ZDA. Na konferenco je bil Guccifer 2.0 povabljen tudi kot govorec.
Oktobra 2016 je Guccifer 2.0 objavil ponoven val dokumentov, za katere je trdil, da so pridobljeni iz Clintonove fundacije in dokazujejo korupcijo. Strokovnjaki so kmalu za razkritjem ugotovili, da gre za prevaro. Šlo je za dokumente sestavljene iz informacij javnega značaja, ponarejenih podatkov in informacij, izvzetih iz dokumentov, ki so bili razkriti že nekaj mesecev pred tem.

## Vsebina pridobljenih dokumentov
Prvi val pridobljenih zasebnih dokumentov je bil objavljen 22. julija 2016. Gre za veliko količino elektronske pošte sodelavcev DNC. Z razkritjem se je pokazalo notranje delovanje in komunikacijo odbora ter posledično ustvaril razširjen dvom v legitimnost njihovega delovanja. Dokumenti zajemajo različne informacije o strategiji DNC kot npr.  povezave DNC z mediji, načrte predsedniških kampanj demokratskih predstavnikov Hillary Clinton in Bernie-ja Sandersa, podatke o finančnih prispevkih odbora. 
Velik val nezadovoljstva je povzročilo razkritje, da so nekateri vodilni člani stranke, ki bi morali biti nevtralni, favorizirali Hillary Clinton in posledično pot zavirali kandidatu Bernieju Sandersu. Kasneje se je vodstvo za to Sandersu tudi javno opravičilo, predsednica odbora Debbie Wassermann Schultz pa je odstopila. 

## Dejavnosti po volitvah
Guccifer 2.0 je bil po začetku novembra 2016 nekaj časa nedejaven, tudi v času ameriških volitev. Znova se je oglasil 12. januarja 2017, po tem, ko je bivši agent MI6 Chris Steele objavil dosje, v katerem naj bi bilo razvidno, da je Donald Trump povezan z rusko obveščevalno službo. S tem se je znova začelo obtoževanje, da so za vdor v DNC odgovorni ruski hekerji, ki so Donaldu Trumpu omogočili lažjo pot do izvolitve. Skrivnostni heker je te obtožbe ponovno zanikal, kot tudi kakršnokoli povezavo z Donaldom Trumpom ali Rusijo. Vztraja pri stališču, da je vedno deloval sam, po astnih etičnih načelih. 